# Kyoto (álbum de Tangerine Dream)
Kyoto es el trigésimo quinto álbum de estudio del grupo alemán de música electrónica Tangerine Dream. Publicado en mayo de 2005 por el sello TDI destaca por ser un disco que recupera grabaciones compuestas por Edgar Froese y Johannes Schmoelling en 1983 que, hasta ese momento, no habían sido publicadas.

## Producción
Tras finalizar una gira de conciertos realizados en 1983 por Japón, Froese y Schmoelling volvieron con un buen número de composiciones que se interpretaron en vivo. Sin embargo, debido a controversias en el seno de la banda, el material acabó archivado y no se trabajó con el ni llegó a editarse.

"En 1983 Tangerine Dream realizó una gira de conciertos por primera vez en Japón. Edgar y Johannes crearon muchas composiciones que deberían haberse interpretado durante la gira y ser publicadas con posterioridad. La gira se realizó con éxito pero debido a controversias dentro de la banda este material musical fue archivado debido al hecho de que la música no tenía nada que ver con otros miembros de la banda en ese momento. Edgar y Johannes decidieron 22 años más tarde hacer que el material fuera un CD completo. Para ello las antiguas cintas de 24 pistas tuvieron que ser restauradas para que esto sucediera."
Eastgate Music Shop (2005) 

Tras algunos rumores en 2005 ambos músicos se reunieron para volver a trabajar con el material que elaboraron durante esa gira con la intención de realizar un nuevo trabajo. El estilo general del álbum hereda el sonido que entonces estaban realizando ambos músicos e incluye un intenso trabajo de actualización y producción contemporánea.

"Fue muy divertido trabajar con Edgar. Kyoto es más una combinación de "De acuerdo, ¿qué tienes en tu archivo?. ¿Qué tengo en el mío?. Vamos a armarlo todo". Así que no he coincidido con Edgar desde marzo o abril.(...) Creo que es una grabación bastante buena pero no me siento atraído con la idea de mirar hacia atrás, mirar el pasado y ver lo que hicimos hace veinte o veinticinco años. Pero sí puedo pensar que, tal vez, Edgar y yo volvamos a reunirnos y digamos "Bueno, veamos qué podemos hacer juntos para producir nuevo material", tal vez esto sea bastante posible".
Johannes Schmoelling (Septiembre de 2005) 

## Lista de temas
| N.º   | Título                | Escritor(es)                      | Duración |  |
| 1.    | «Streets Of Kyoto»    | Johannes Schmoelling Edgar Froese | 7:26     |  |
| 2.    | «Industrial Life»     | Johannes Schmoelling Edgar Froese | 5:54     |  |
| 3.    | «Chilly Moons»        | Johannes Schmoelling Edgar Froese | 8:55     |  |
| 4.    | «Lizard Lounge»       | Johannes Schmoelling Edgar Froese | 4:42     |  |
| 5.    | «Cherry Blossom Road» | Johannes Schmoelling Edgar Froese | 5:59     |  |
| 6.    | «Tamago Yaki»         | Johannes Schmoelling Edgar Froese | 7:48     |  |
| 7.    | «Craving For Silence» | Johannes Schmoelling Edgar Froese | 6:13     |  |
| 8.    | «Mad Sumo Yamato»     | Johannes Schmoelling Edgar Froese | 3:19     |  |
| 9.    | «Kyoto Sunrise»       | Johannes Schmoelling Edgar Froese | 4:00     |  |
| 10.   | «Last Train To Osaka» | Johannes Schmoelling Edgar Froese | 3:44     |  |
| 11.   | «Shogun's Prayer»     | Johannes Schmoelling Edgar Froese | 7:25     |  |
| 65:25 |                       |                                   |          |  |

## Personal
- Edgar Froese - interpretación, producción y diseño de portada
- Johannes Schmoelling - interpretación y producción
- Monique Froese - fotografía